# Marin Barišić
Marin Barišić (* 24. března 1947, Vidonje, poblíž Metkoviće) je chorvatský římskokatolický duchovní, arcibiskup splitsko-makarské diecéze.

## Raný život a vzdělávání
Marin Barišić se narodil 24. března 1947 v jihochorvatské obci Vidonje poblíž Metkoviće, rodičům Ivanu a Matiji Barišićovi. Po dokončení základní školy ve Vidonje navštěvoval střední školu v Dubrovníku a dokončil ji v chlapeckém semináři ve Splitu. Následně pokračoval na teologické škole ve Splitu a na Papežské lateránské univerzitě v Římě. Po absolutoriu pokračoval ve specializaci na biblickém institutu gregoriánské univerzity, kde získal doktorát z biblické teologie.
14. července 1974 jej pomocný biskup Ivo Gugić vysvětil na kněze splitsko-makarské arcidiecéze. 

## Duchovní kariéra

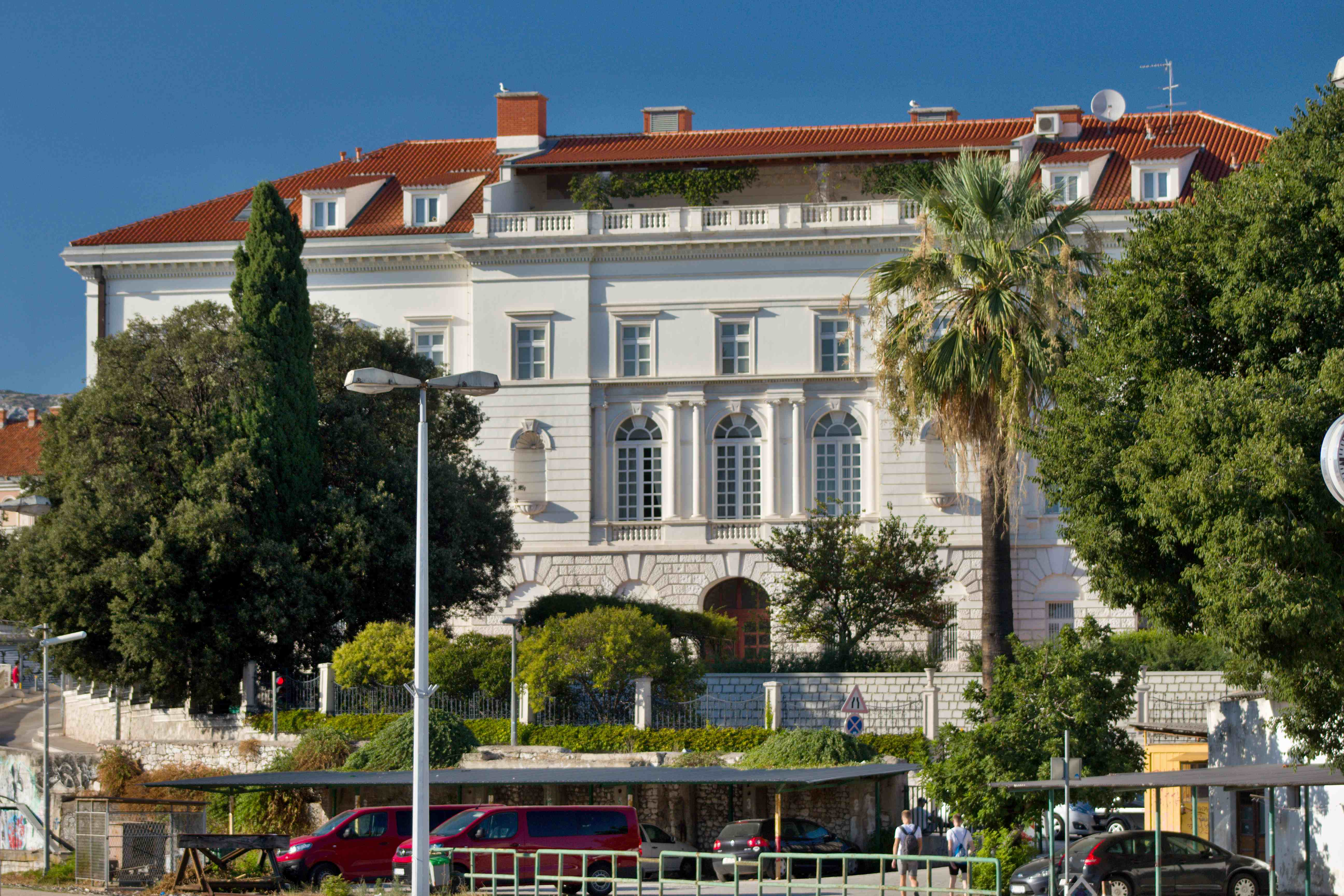
Arcibiskupský palác ve Splitu

Po svém návratu z Říma působil Barišić ve Splitském teologickém semináři (1978–1979) a farář farnosti Navštívení Panny Marie ve Splitu (1979–1993). Od roku 1981 vyučoval biblickou nauku na teologické škole ve Splitu. 3. srpna 1993 jej papež Jan Pavel II. jmenoval pomocným biskupem splitsko-makarské diecéze. 17. října 1993 jej vysvětil arcibiskup Ante Jurić za pomoci Giulia Einaudiho a Giuseppa Maniho. 
V roce 1998 se Barišić stal vedoucím splitského výboru pro přípravu pastorační návštěvy papeže Jana Pavla II. při jeho návštěvě Splitu a Solinu. Působil jako předseda Rady pro nauku víry při chorvatské biskupské konferenci, člen výboru pro velké jubileum roku 2000 a služba delegátů biskupské konference na biskupskou konferenci Bosny a Hercegoviny. 
21. června 2000 papež Jan Pavel II. jmenoval Barišiće arcibiskupem splitsko-makarským, poté co přijal rezignaci tehdy 78letého mons. Ante Juriće, který působil 12 let jako arcibiskup. Barišić nastoupil do úřadu 26. srpna na ceremoniálu v konkatedrále svatého Petra ve Splitu. 